# Hafer
Hafer (Avena) ist eine Pflanzengattung in der Familie der Süßgräser (Poaceae). Eine Art, der Saat-Hafer, wird als Getreide angebaut und wie dessen Samen umgangssprachlich ebenfalls „Hafer“ (mittelhochdeutsch und regional auch Haber) genannt. Die etwa 25 Arten sind von Makaronesien über Nordwestafrika und Spanien durch den Mittelmeerraum bis Vorderasien und im nordöstlichen Afrika verbreitet.

## Beschreibung

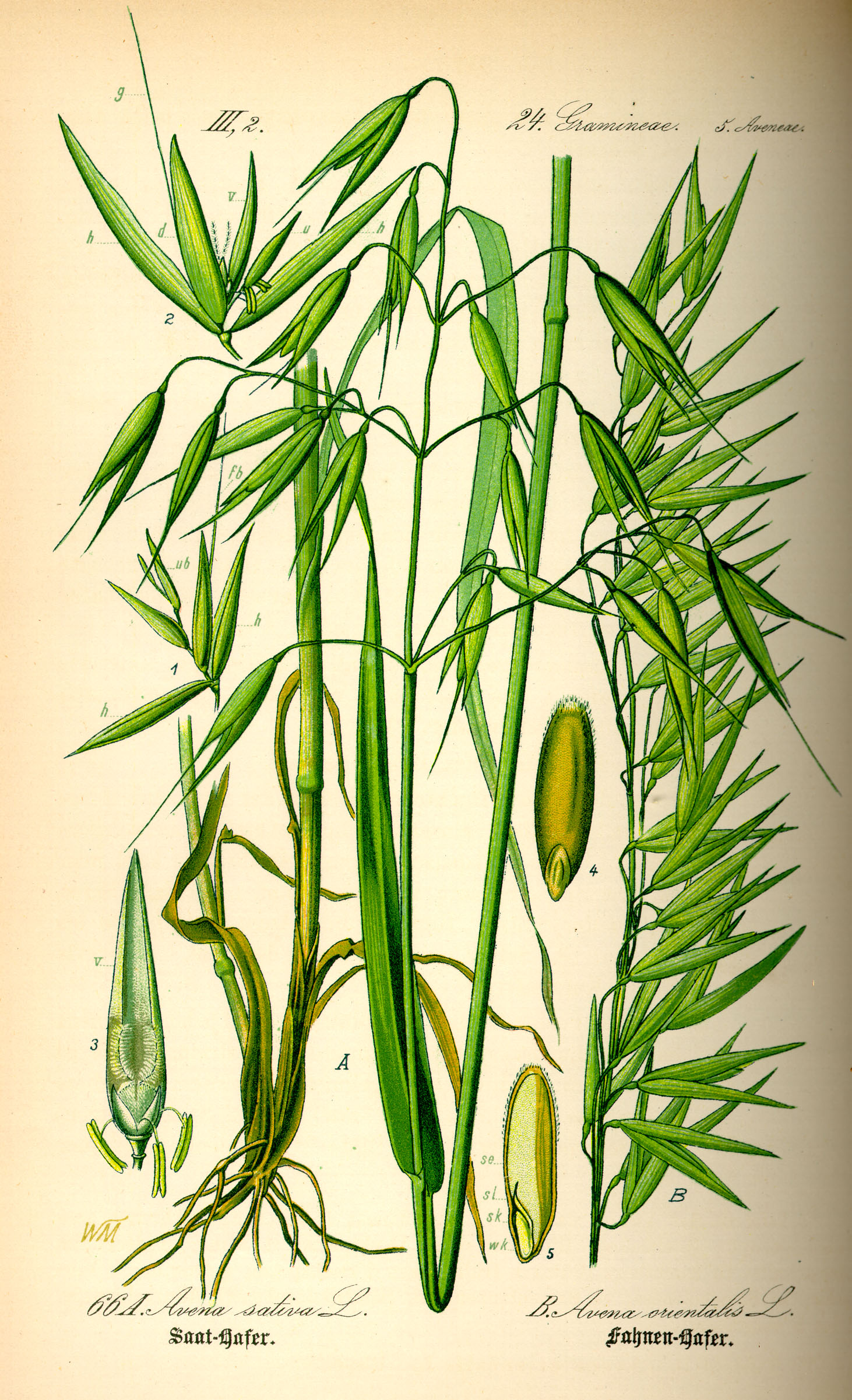
Illustration des Saat-Hafers (Avena sativa)

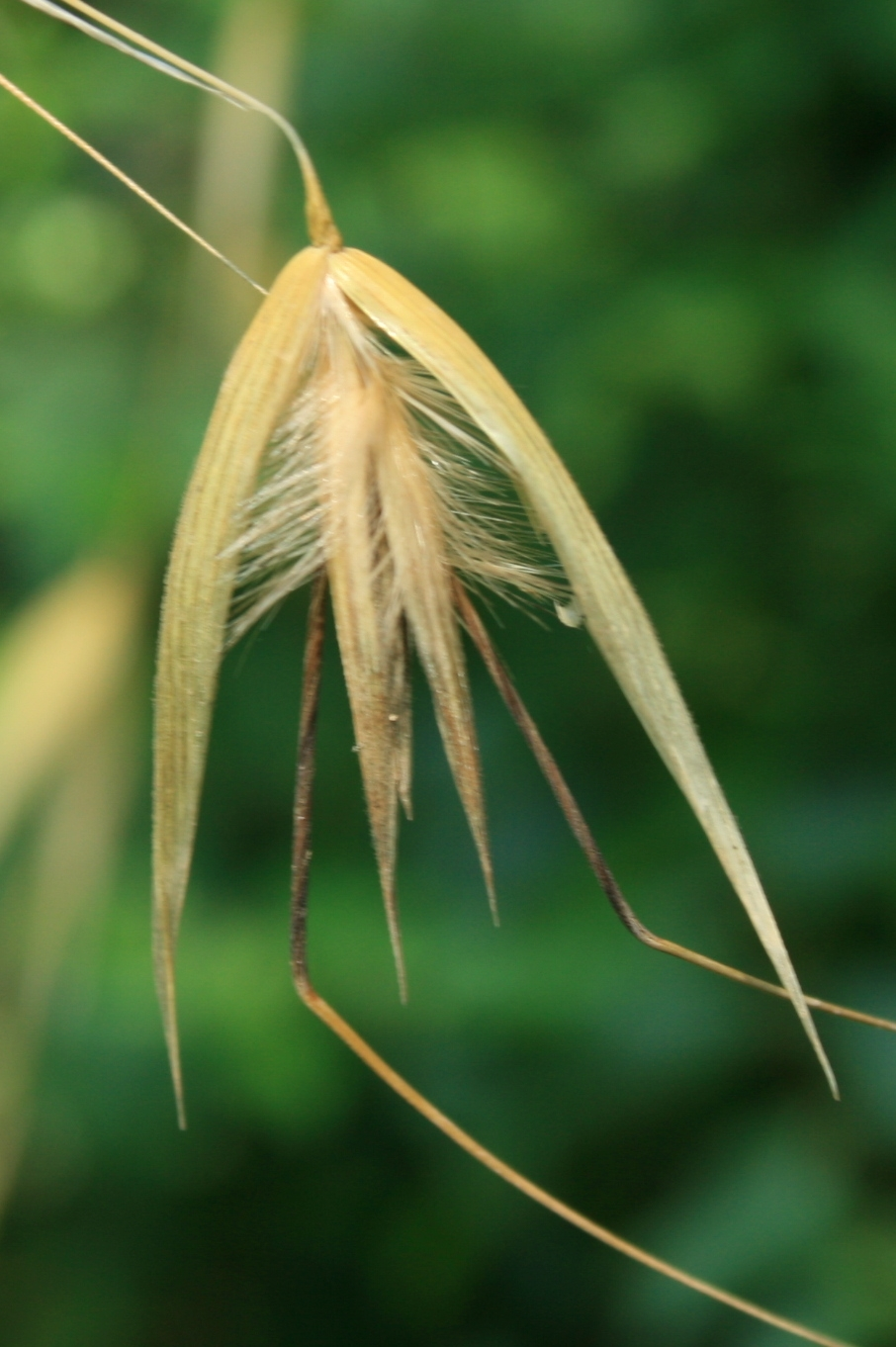
Fruchtendes Ährchen des Tauben Hafers (Avena sterilis)

### Vegetative Merkmale
Die Haferarten sind einjährige krautige Pflanzen. Der Halm ist hohl und rundlich.
Im Gegensatz zu anderen Nutzgetreidearten fehlen dem Hafer die Blattöhrchen. Die Blatthäutchen (Ligula) sind schmal bis mittelgroß, fransig und gezähnt.

### Generative Merkmale
Die Haferarten sind Rispengräser. Der im Gegensatz zur Ähre als Rispe gebildete Fruchtstand unterscheidet den Hafer von anderen Getreidearten, ist daher in der Systematik weit entfernt von anderen Getreidearten. Das Tausendkorngewicht liegt bei 27–48 Gramm.

## Systematik und Verbreitung
Die Gattung Avena (zu lateinisch avena ‚Hafer‘, insbesondere Saat-Hafer) wurde 1753 durch Carl von Linné aufgestellt. Synonyme für Avena L. sind Preissia Corda, Anelytrum Hack.
Das ursprüngliche Verbreitungsgebiet der Gattung Avena reicht von Makaronesien über Nordwestafrika und Spanien durch den Mittelmeerraum bis Vorderasien und das nordöstliche Afrika. Die meisten biologischen Arten kommen in Südspanien und Nordwestafrika vor.
In der Gattung Avena gibt es etwa 25 Arten:
- Avena abyssinica Hochst.: Sie kommt in Äthiopien, Eritrea sowie Dschibuti vor.[3]
- Avena aemulans Nevski: Sie kommt im europäischen Russland vor.[3]
- Avena agadiriana B.R.Baum & G.Fedak: Sie kommt nur im westlichen Marokko vor.[3]
- Avena atlantica B.R.Baum & G.Fedak: Sie kommt nur im westlichen Marokko vor.[3]
- Bart-Hafer (Avena barbata Pott ex Link): Er ist von Nordafrika und den Mittelmeerraum bis Zentralasien und dem westlichen Himalaja weitverbreitet und ist in der Neuen Welt, Südafrika und Australien ein Neophyt.[3] Er kommt in der Schweiz am Genfer See eingebürgert vor.[4]
- Kurz-Hafer (Avena brevis Roth, Syn.: Avena nuda subsp. brevis (Roth) Mansf.): Sie kommt auf den Kanaren, Azoren und Madeira vor und wurde in Spanien, Portugal, Frankreich und Großbritannien, seltener in Mitteleuropa kultiviert. In Mitteleuropa wurden unbeständige Vorkommen beobachtet in Belgien, den Niederlanden, in Schleswig-Holstein, Mecklenburg-Vorpommern, Sachsen und im Burgenland.[4]
- Mittelmeer-Hafer (Avena byzantina K.Koch): Er ist in Nordwestafrika, im Mittelmeerraum und in Vorderasien bis zum Iran verbreitet.
- Avena canariensis B.R.Baum, Rajhathy & D.R.Sampson: Sie kommt in Lanzarote und Fuerteventura vor.[3]
- Avena chinensis (Fisch. ex Roem. & Schult.) Metzg.: Sie kommt in Mitteleuropa in Kultur vor.[3]
- Avena clauda Durieu: Sie kommt von der östlichen Balkanhalbinsel bis West- und Zentralasien und in Nordwestafrika vor.[3]
- Avena eriantha Durieu: Sie kommt von Nordafrika bis Zentralasien und Afghanistan und in Griechenland vor.[3]
- Flug-Hafer (Avena fatua L.): Er kommt in den gemäßigten Gebieten Eurasiens, in Nordafrika und Makaronesien vor. In Südafrika, Nordamerika, Mexiko, Südamerika, Australien und Neuseeland ist er ein Neophyt.[3]
- Avena longiglumis Durieu: Sie kommt im Mittelmeerraum vor.[3]
- Avena maroccana Gand.: Sie kommt in Marokko vor.[3]
- Avena murphyi Ladiz.: Sie kommt im südwestlichen Spanien und in Marokko vor.[3]
- Nackt-Hafer (Avena nuda L.): Er wird von Portugal bis Großbritannien und Deutschland angebaut und ist in Nord-, Mittel- sowie Osteuropa ein Unkraut im Getreide.
- Avena prostrata Ladiz.: Sie kommt in der Region Murcia im südöstlichen Spanien und in Marokko vor.[3]
- Saat-Hafer (Avena sativa L.), auch „Echter Hafer“ genannt, nur in Kultur bekannt. Stammt wahrscheinlich aus Westasien.[3]
- Avena saxatilis (Lojac.) Rocha Afonso: Sie kommt nur auf den Inseln Lipari, Marettimo und Linosa vor.[3]
- Tauber Hafer (Avena sterilis L.): Die zwei Unterarten kommen vom Mittelmeerraum bis Kenia und dem westlichen Himalaja und auf den Kanaren vor:[3]
  - Avena sterilis subsp. ludoviciana (Durieu) Gillet & Magne: Sie kommt vom Mittelmeerraum bis Zentralasien und dem westlichen Himalaja und auf den Kanaren vor.[3]
  - Avena sterilis subsp. sterilis: Sie kommt vom Mittelmeerraum bis Pakistan und Kenia vor.[3]
- Sand-Hafer (Avena strigosa Schreb., Syn.: Avena nuda subsp. strigosa (Schreb.) Mansf.[4]): Er kommt in Südwesteuropa[3] vor und wird sonst in Europa, seltener in Nord-, Mittel- und Osteuropa angebaut.
- Avena vaviloviana (Malzev) Mordv.: Sie kommt in Eritrea und Äthiopien vor.[3]
- Avena ventricosa Balansa: Sie kommt von Nordafrika bis zum Iran und Saudi-Arabien vor.[3]
- Avena volgensis (Vavilov) Nevski: Sie kommt im europäischen Russland vor.[3]

## Nutzung
Saat-Hafer wird vor allem als Tierfutter sowie als Nahrungsmittel in Form von Haferflocken verwendet. Für die Verwendung in der Medizin werden verschiedene Extrakte aus Hafer gewonnen. Ein aus Hafer hergestelltes Getränk („Hafermilch“) kommt als Ersatz für Kuhmilch zum Einsatz.
Wilde Hafersorten wurden schon vor 32.000 Jahren zu Mehl (Hafermehl, von mittelhochdeutsch habermël, Mehl von Avena sativa) verarbeitet. Die dem modernen Saathafer am nächsten verwandte Sorte ist Avena sterilis, die aus dem Fruchtbaren Halbmond stammt. Seit etwa 1000 v. Chr. wurde Hafer in Europa angebaut, jedoch hauptsächlich als Tiernahrung verwendet. Später wurde Hafer zu einem Grundnahrungsmittel der Menschen in kälteren Klimazonen wie in Deutschland, Skandinavien, Irland und Schottland.